# 주택관리공단
주택관리공단(住宅管理公團, Korea Housing Management)은 한국토지주택공사가 건설한 임대아파트에 대한 관리업무 위탁을 목적으로, 전액 출자하여 설립(1998년)한 임대주택관리를 주업무로 하는 기타공공기관이다. 소재지는 경상남도 진주시 사들로 137이다.

## 주요기능 및 역할
- 공동주택 관리, 운영 및 유지보수
- 시설물 유지관리
- 공공임대주택 임대업무 수탁
- 건설산업기본법에의한 전문건설
- 전기, 정보통신 공사업 및 소방법에 의한 소방시설공사
- 승강기 유지보수
- 군거주시설 전문 수탁

## 연혁
- 1998년 9월 28일 (주)뉴하우징 법인 설립
- 1998년 10월 26일 주택관리업 등록
- 1998년 11월 1일 업무개시
- 2000년 10월 26일 본사 사옥이전(서울 수서동)
- 2002년 12월 1일 관리홈닥터 제도 도입
- 2003년 11월 1일 주택관리공단으로 사명 변경
- 2005년 10월 11일 '서비스 우수기업 인증' 획득(산업자원부)
- 2005년 12월 8일 업무제휴를 위한 MOU 체결(일본 주택관리협회)
- 2005년 12월 30일 보건복지부장관 표창 수상(보건복지 유공)
- 2006년 7월 27일 관리비 보전을 위한 택배서비스 업무제휴(현대택배)
- 2006년 11월 11일 '1社 1단지' 결연사업 도입(한국리더십센터)
- 2007년 10월 26일 본사 사옥이전(수원 정자동)
- 2008.09.25 영세입주민의 문화예술체험 확대를 위한 MOU 체결(한국문화예술위원회)
- 2008.10.30 지식경제부 장관 표창(서비스품질 혁신)
- 2008.12.16 국토해양부 장관 표창(주거복지서비스)
- 2009.11.27 국무총리 표창(주거복지 유공)
- 2010.02 중앙난방 가스요금 할인제도 추진(사회적 배려대상자 사용요금 약 12% 감면 시행)
- 2010.10 병무청 업무협약체결(공익근무요원 수요기관으로 지정)
- 2010.12 문화예술교육원과 MOU를 체결(입주민 문화예술교육 제공)
- 2011.02 법무부 업무협약 체결 (사회봉사명령자 임대주택단지 내 봉사활동 실시)
- 2011.03 공익근무요원 영구임대주택단지에 배치
- 2011.09 (재)건강가정진흥센터와 업무협약 체결(공공임대주택단지 내 육아지원사업 추진)
- 2011.12 공공기관 동반성장 평가 대상기관에 선정
- 2012.04 한국주거학회와 업무협약 체결(임대주택 주거복지업무 전문인력 양성 실시)
- 2012.09 여성근로자 임대주택 6개 단지(근로복지공단 운영)의 임대운영·주택관리·유지보수공사 업무일체 수탁
- 2012.10 주택관리공단 사장배 전국 꿈나무축구대회 개최
- 2013.09 15주년 특별 직원 수기집 발간
- 2014.04 국토교통부의 공동주택관리 지원서비스 업무 수탁(우리家함께 행복지원센터)
- 2014.12 광주광역시도시공사 임대운영 및 주택관리 업무 수탁
- 2015.01 평택미군기지 독신자 숙소 관리업무 수탁
- 2016.01 에너지바우처(산업자원부 협력기관)사업 참여
- 2016.07 진주 혁신도시 이전
- 2018.01 국방부 군 주거시설 관리업무 수탁
- 2018.03 기획재정부 주관 고객만족도 조사 우수기관 선정(9년 연속)
- 2019.08 평택미군기지 난방시설, 가족숙소 관리업무 수탁
- 2020.06 주택관리공단 본사 신청사 완공 (진주 사들로 137 충무공동)
- 2022.09 국토교통부 기타공공기관 경영평가 A등급
- 2023.08 국방부 군 거주시설 관리업무 수탁기관 지정
- LH영구임대주택 주거복지사 배치 확대(103명)
- 2023.12 국토교통부 주거복지대전 대통령 표창 수상

## 조직
- 감사
  - 감사실
- 이사회

### 사장

#### 기획이사
- 기획전략실
- 경영지원실
- 교육정보실

#### 본사
- 주거복지실
- 주택관리실
- 공공사업실
- 경영지원실
- 안전기획단
- 교육정보실
- 기획전략실
- LH 119센터
- 청년리츠사업지원단
- 중앙공동주택관리지원센터

#### 지사
- 관리소
- 서울지사
- 경기북부지사
- 경기남부지사
- 인천지사
- 강원지사
- 충북지사
- 대전•충남지사
- 전북지사
- 광주•전남지사
- 대구•경븍지사
- 경남지사
- 제주지사

#### 군주거지원사업소
- 국방부근무지원단 서울주거지원사업소
- 국방부근무지원단 위례주거지원사업소
- 자운대 주거지원센터
- 광주전남군주거지원센터
- 해군3함대주거지원사업소
- 국방대아파트주거지원센터
- 계룡대주거지원센터
- 원주주거지원사업소
- 강원군주거지원센터
- 동화천주거지원사업소
- 서화천주거지원사업소
- 춘천주거지원사업소
- 고양주거지원사업소
- 파주2주거지원사업소
- 파주1주거지원사업소
- 양주의정부주거지원사업소
- 광개토주거지원센터